# Újnorvég Wikipédia
Az Újnorvég Wikipédia (norvég nyelven: Nynorsk Wikipedia) a Wikipédia projekt újnorvég nyelvű változata, szabadon szerkeszthető internetes enciklopédia. 2004. július 31-én indult.
2013. április 9-én 100 000 szócikket tartalmazott, ezzel a 45. helyen állt a wikipédiák szócikkszám szerinti rangsorában.

## Mérföldkövek
- 2004. július 31. – a Wikipédia újnorvég, vagy saját nevén nynorsk nyelvi változata elindult.
- 2005. augusztus 7. – elkészült a 10 000. szócikk
- 2007. augusztus 11. – elkészült a 25 000. szócikk
- 2009. július 11. – elkészült az 50 000. szócikk
- 2011. november 21. – elkészült a 75 000. szócikk
- 2013. április 9. – elkészült a 100 000. szócikk, amely történetesen a magyar ByeAlex előadóról szól.[1]
- Jelenlegi szócikkek száma: 174 280

## Fordítás
- Ez a szócikk részben vagy egészben  a   Nynorsk Wikipedia című norvég (Nynorsk) Wikipédia-szócikk ezen változatának fordításán alapul.  Az eredeti cikk szerkesztőit annak laptörténete sorolja fel. Ez a jelzés csupán a megfogalmazás eredetét és a szerzői jogokat jelzi, nem szolgál a cikkben szereplő információk forrásmegjelöléseként.